# Communauté de communes Vannier Amance
La Communauté de communes Vannier Amance (CCVA) est une ancienne communauté de communes française, située principalement dans le département de la Haute-Marne en région Grand Est et en Haute-Saône (région Bourgogne-Franche-Comté).

## Historique
La Communauté de communes de Vannier Amance est issue du regroupement de communes issues de : 

- l'ex-Communauté de communes du pays Vannier (Haute-Marne et Haute-Saône) ; 

- l'ex-Communauté de communes du pays d'Amance (Haute-Marne) ;

- et de l'ex-Communauté de communes du canton de Laferté-sur-Amance (Haute-Marne) ;

- auxquelles ont été adjointes les six communes de Chézeaux, Farincourt, La Rochelle, Poinson-lès-Fayl, Pressigny, Valleroy, conformément aux dispositions du schéma départemental de coopération intercommunale approuvé par le préfet de la Haute-Saône le 23 décembre 2011
Elle est créée au 1er janvier 2013 par un arrêté préfectoral du 18 décembre 2012
Dans le cadre des dispositions de la loi portant nouvelle organisation territoriale de la République (loi NOTRe) du 7 août 2015 prévoit que les établissements publics de coopération intercommunale (EPCI) à fiscalité propre doivent avoir un minimum de 15 000 habitants,  sauf si la plupart des communes qui la constitue sont situées en zone de montagne et pour lesquelles le seuil est abaissé à 5 000 habitants, le préfet de la Haute-Marne a prévu le 29 mars 2016 prévoit la fusion en 2017 de la communauté de communes du pays de Chalindrey, de la communauté de communes Vannier Amance et de la Communauté de communes de la région de Bourbonne-les-Bains, créant ainsi une structure regroupant 63 communes et 15 980 habitants,.
Par arrêté préfectoral du 6 décembre 2016, elle fusionne au 1er janvier 2017 avec les communautés du « pays de Chalindrey » (13 communes) et de « Bourbonne-les-Bains » (16 communes) pour former la nouvelle communauté de communes du Pays de Chalindrey, de Vannier Amance et de la région de Bourbonne-les-Bains.

## Territoire communautaire

### Composition
La communauté de communes regroupait en 2016 les 34 communes suivantes :
| Nom                     | Code Insee | Gentilé        | Superficie (km2) | Population (dernière pop. légale) | Densité (hab./km2) |
| ----------------------- | ---------- | -------------- | ---------------- | --------------------------------- | ------------------ |
| Fayl-Billot (siège)     | 52197      | Fayl-Billotins | 42,90            | 1 356 (2014)                      | 32                 |
| Belmont                 | 52043      | Belmontais     | 7,47             | 51 (2014)                         | 6,8                |
| Champsevraine           | 52083      |                | 40,77            | 754 (2014)                        | 18                 |
| Genevrières             | 52213      | Junipériens    | 12,95            | 137 (2014)                        | 11                 |
| Gilley                  | 52223      | Gratte-Murgers | 10,58            | 71 (2014)                         | 6,7                |
| Grenant                 | 52229      | Grenantais     | 12,94            | 150 (2014)                        | 12                 |
| Ouge                    | 70400      | Ougeats        | 13,49            | 113 (2014)                        | 8,4                |
| La Quarte               | 70430      | Quartais       | 3,19             | 59 (2014)                         | 18                 |
| Rougeux                 | 52438      |                | 9,82             | 115 (2014)                        | 12                 |
| Saulles                 | 52464      |                | 17,18            | 46 (2014)                         | 2,7                |
| Savigny                 | 52467      |                | 6,19             | 64 (2014)                         | 10                 |
| Tornay                  | 52493      |                | 7,30             | 33 (2014)                         | 4,5                |
| Voncourt                | 52546      | Voncourtois    | 3,50             | 18 (2014)                         | 5,1                |
| Arbigny-sous-Varennes   | 52015      |                | 9,84             | 94 (2014)                         | 9,6                |
| Celsoy                  | 52090      | Chachots       | 5,42             | 114 (2014)                        | 21                 |
| Champigny-sous-Varennes | 52103      |                | 5,84             | 128 (2014)                        | 22                 |
| Coiffy-le-Bas           | 52135      | Coifféens      | 11,32            | 97 (2014)                         | 8,6                |
| Haute-Amance            | 52242      | Hortois        | 46,33            | 935 (2014)                        | 20                 |
| Varennes-sur-Amance     | 52504      |                | 12,64            | 283 (2013)                        | 22                 |
| Anrosey                 | 52013      | Anroseyens     | 11,04            | 133 (2014)                        | 12                 |
| Bize                    | 52051      |                | 2,09             | 89 (2014)                         | 43                 |
| Guyonvelle              | 52233      | Guyonvellois   | 5,34             | 104 (2014)                        | 19                 |
| Laferté-sur-Amance      | 52257      | Lafertois      | 7,97             | 109 (2014)                        | 14                 |
| Maizières-sur-Amance    | 52303      | Maizièrois     | 7,97             | 102 (2014)                        | 13                 |
| Pierremont-sur-Amance   | 52388      | Pierrefaitois  | 16,27            | 156 (2014)                        | 9,6                |
| Pisseloup               | 52390      |                | 3,19             | 47 (2014)                         | 15                 |
| Soyers                  | 52483      | Soyers         | 6,05             | 62 (2014)                         | 10                 |
| Velles                  | 52513      |                | 4,29             | 73 (2014)                         | 17                 |
| Chézeaux                | 52124      |                | 10,73            | 72 (2014)                         | 6,7                |
| Farincourt              | 52195      | Farincourtois  | 5,08             | 42 (2014)                         | 8,3                |
| La Rochelle             | 70450      |                | 4,23             | 42 (2014)                         | 9,9                |
| Poinson-lès-Fayl        | 52394      | Poinsonnais    | 12,43            | 228 (2014)                        | 18                 |
| Pressigny               | 52406      | Pressignois    | 22,61            | 205 (2014)                        | 9,1                |
| Valleroy                | 52503      |                | 3,43             | 24 (2014)                         | 7                  |

### Démographie
| 1968  | 1975  | 1982  | 1990  | 1999  | 2008  | 2013  |
| ----- | ----- | ----- | ----- | ----- | ----- | ----- |
| 9 124 | 8 272 | 7 861 | 7 204 | 6 702 | 6 550 | 6 199 |

## Organisation

### Siège
Le siège de la communauté de communes est à Fayl-Billot, 27 Grande Rue.

### Élus
La Communauté de communes est administrée par son Conseil communautaire, composé pour la mandature 2014-2020, de 46 conseillers communautaires, qui sont des conseillers municipaux  représentant chacune des 34 commune membre, sensiblement en fonction de leur population, soit :

- 6 délégués pour Fayl-Billot ;

- 4 délégués pour Champsevraine, Haute-Amance ;

- 2 délégués pour Varennes-sur-Amance ;

- 1 délégué et son suppléant, pour les autres villages, tous de moins de 250 habitants.
En avril 2014, le conseil communautaire a élu son nouveau président, François Giraud, maire-délégué de Charmoy (commune de Fayl-Billot) et ses 4 vice-présidents, qui sont : 
1. Sylvain Petit, maire de Fayl-Billot, chargé des commissions finances et économie/habitat ;
2. Benoît Perrin, maire-adjoint de Champsevraine, chargé des commissions environnement, protection incendie et secours, services au Public ;
3. Fabrice Goncalves, maire d'Arbigny-sous-Varennes, chargé de la Commission Scolaire/Périscolaire ;
4. William Joffrain, maire de Valleroy, chargé de la commission entretien des villages[8].

Ensemble, ils forment le bureau de l'intercommunalité pour la mandature 2014-2020.

### Liste des présidents
| Période      | Période       | Identité             | Étiquette | Qualité                                                                                                |
| ------------ | ------------- | -------------------- | --------- | --- |
| janvier 2013 | avril 2014    | Raymond Decourcelles |           | Maire de Genevrières (2001 → 2014) Président de l'ex-communauté de communes du pays Vannier (? → 2012) |
| avril 2014   | décembre 2016 | François Girod       |           | Élu de Fayl-Billot, maire délégué de Charmoy.                                                          |

### Compétences
Nombre total de compétences exercées : 18.
L'intercommunalité exerce des compétences issues des anciennes intercommunalités fusionnées, qui ont été transférées par les communes membres dans le cadre des dispositions du code général des collectivités territoriales.
Il s'agit de : 
- Actions de développement économiques (gestion de zones d'activités d'intérêt communautaire, développement du tourisme) ;
- Aménagement de l'espace et de l'habitat (création de réserves foncières, d'un parc immobilier locatif et d'un système d'information géographique (SIG) ;
- Protection de l'environnement : 
  - Service public de l'assainissement non-collectif (SPANC) ;
  - Ordures ménagères ;
  - Contrats de rivières et gestion des cours d'eau (Amance, Rigotte et Saôlon) ;
  - Production d'énergie renouvelable (zone de développement éolien) ;
- Gestion des centres de première intervention (pompiers) de Haute-Amance et de Laferté-sur-Amance ;
- Services au public (relais services publics, médiathèques et bibliothèques, maison de santé, périscolaire...)[9]

### Régime fiscal et budget
La Communauté de communes est un établissement public de coopération intercommunale à fiscalité propre.
Afin d'assurer la réalisation de ses compétences, la communauté de communes perçoit une fiscalité additionnelle aux impôts locaux des communes, avec fiscalité professionnelle de zone et avec fiscalité professionnelle sur les éoliennes.
Afin de financer ce service, elle collecte une redevance d'enlèvement des ordures ménagères (REOM).
Les taux d'imposition de l'intercommunalité,qui se rajoutent à ceux fixés par les communes, étaient en 2015 : 
- Taxe d'habitation 	: 11,91 %
- Taxe foncière sur les propriétés bâties : 9,78 %
- Taxe foncière sur les propriétés non-bâties : 13,48 %
- Cotisation Foncière des entreprises (CFE) : 8,31 %[10].